# Andrej Aščev
Andrej Viktorovitch Aščev (in russo Андрей Викторович Ащев?; Budënnovsk, 10 maggio 1983) è un pallavolista russo.
Gioca nel ruolo di centrale nel Volejbol'nyj klub Zenit Sankt-Peterburg.

## Carriera
La carriera di Andrej Aščev inizia nella sua città natale, Budënnovsk, all'età di nove anni, per poi continuare nello Spartak Georgiyevsk; nel 2001 fa parte della nazionale Under-19 russa che conquista la medaglia d'oro al campionato europeo di categoria, ottenendo anche il premio come MVP. La prima esperienza ad alti livelli arriva nella stagione 2001-02: inserito inizialmente nella squadra B del Volejbol'nyj klub MGTU Moskva, termina l'annata in prima squadra, esordendo in Superliga, dove arriva fino alla finale persa contro il Volejbol'nyj klub Belogor'e, e in Champions League. Successivamente cambia tre squadre in tre anni, trasferendosi prima al Volejbol'nyj klub Dinamo Moskva, poi al Volejbol'nyj klub Luč Moskva e infine al Volejbol'nyj klub Fakel.
Dal campionato 2006-07 viene tesserato dal Volejbol'nyj klub Lokomotiv Novosibirsk: il sodalizio dura sei anni, durante i quali Andrej Aščev ottiene i primi successi della sua carriera, vincendo due Coppe di Russia e quattro edizioni della Coppa della Siberia e dell'Estremo Oriente. Terminata questa esperienza passa al Volejbol'nyj klub Ural, raggiungendo la finale sia della Superliga 2012-13 che della Challenge Cup ma perdendo entrambi gli incontri, rispettivamente contro Volejbol'nyj klub Belogor'e e Pallavolo Piacenza.
Al termine della stagione 2012-13 entra a far parte della nazionale della Russia, esordendo il 7 giugno 2013 in una partita di World League contro l'Iran: la competizione termina con la conquista della medaglia d'oro, seguita dalla vittoria del campionato europeo e dall'argento nella Grand Champions Cup. Dall'anna 2014-15 gioca per Volejbol'nyj klub Zenit-Kazan' con cui si aggiudica tre campionati, due Coppe nazionali, due Supercoppe e tre Champions League consecutive; con la nazionale conquista la medaglia d'oro al campionato europeo 2017.
A partire dalla stagione 2017-18 viene tesserato dalla neonata società Volejbol'nyj klub Zenit Sankt-Peterburg.

## Palmarès
- Campionato russo: 3

2014-15, 2015-16, 2016-17
- Coppa di Russia: 5

2010, 2011, 2014, 2015, 2016
- Supercoppa russa: 2

2015, 2016
- Coppa della Siberia e dell'Estremo Oriente: 4

2009, 2010, 2011, 2012
- Champions League: 3

2014-15, 2015-16, 2016-17

### Nazionale (competizioni minori)
- Campionato europeo Under-19 2001
- Memorial Hubert Wagner 2017

### Premi individuali
- 2001 - Campionato europeo Under-19: MVP